# Martina Hingis
Martina Hingis (Košice, 30 settembre 1980) è un'allenatrice di tennis ed ex tennista slovacca naturalizzata svizzera.
Talento precoce, raggiunse il successo nel periodo di transizione tra il tramonto di Steffi Graf e l'ascesa delle sorelle Williams. In carriera si è aggiudicata in tutto 43 titoli WTA in singolare e 64 in doppio, compresi 5 tornei del Grande Slam in singolare, 13 in doppio e 7 in doppio misto. All'età di 16 anni e 10 mesi, nel 1997, fu la più giovane tennista della storia a vincere Wimbledon e diventare numero uno del mondo. È considerata una dei più grandi talenti tennistici femminili degli anni 1990.
Vittima di diversi infortuni e delle forti pressioni psicologiche sulle sue aspettative di carriera unite alla giovane età da debuttante, ha annunciato un primo ritiro nel 2003 a soli 23 anni, per poi tornare alle competizioni due anni dopo e ritirarsi di nuovo nel 2007, dedicandosi in seguito al mestiere di coach e di capitano della squadra svizzera di Fed Cup. Nel 2013, anno in cui è stata introdotta nell'International Tennis Hall of Fame, rientra nel tennis professionistico cimentandosi però solo nel doppio e nel doppio misto. Ha ottenuto in entrambe le specialità il Career Grand Slam, vincendo almeno una volta tutti e quattro i tornei dello Slam. Nel 1998 diventa la quarta tennista della storia a conquistare in doppio il Grande Slam, ossia la vittoria di tutti e quattro i tornei in un anno solare.
In singolare non è riuscita ad aggiudicarsi il Grande Slam per le due sconfitte nelle finali al Roland Garros: la prima (vinta da Iva Majoli) nel 1997, anno in cui Hingis a soli 16 anni ha vinto gli altri tre Slam, e la seconda nel 1999 (vinta da Steffi Graf). È stata aspramente criticata per il modo in cui sono maturate queste sconfitte a Parigi, per un ginocchio menomato da una caduta a cavallo alla vigilia del torneo nel 1997 e per il cedimento nervoso durante la finale del 1999. Si è definitivamente ritirata dall'agonismo alla fine della stagione 2017, quando era ancora la numero uno al mondo in doppio.

## Biografia
Nata a Košice con il nome di Martina Hingisová e cresciuta a Rožnov pod Radhoštěm, nell'allora Cecoslovacchia, le è stato dato il nome di battesimo in onore di Martina Navrátilová, un'altra grande tennista di origine cecoslovacca. Figlia di due tennisti professionisti, Melanie Molitorová e Karol Hingis, inizia a giocare a tennis all'età di soli due anni, partecipando al suo primo torneo all'età di quattro. Nel 1986 i suoi genitori divorziano e la madre lascia la Cecoslovacchia per trasferirsi con Martina a Wartau, in Svizzera, dove si risposa con Andreas Zogg, un tecnico di computer. Ha vissuto per un certo periodo in Florida per fare poi ritorno in Svizzera, dove risiede a Trübbach, frazione di Wartau.
Secondo un articolo di stampa del maggio 2003, dopo la prima sospensione dell'attività agonistica si era dedicata allo studio dell'inglese, alternando apparizioni pubblicitarie per conto di diversi sponsor, partite a tennis per svago e la pratica dell'equitazione, sua altra grande passione. Martina parla cinque lingue: ceco, tedesco, svizzero tedesco, inglese e ha un livello base di francese. Tra le tenniste che ha allenato, vi sono Anastasija Pavljučenkova, Sabine Lisicki e Belinda Bencic.
Nel 2010 ha sposato il fantino francese Thibault Hutin, dal quale ha poi divorziato. Prima del matrimonio le erano state attribuite diverse relazioni sentimentali con personaggi dello sport, tra cui il tennista Magnus Norman, il nuotatore Ian Thorpe e il golfista Sergio García. Si è quindi legata al tennista Radek Štěpánek e i due annunciarono di volersi sposare, ma in seguito si sono lasciati. Pochi mesi dopo il suo definitivo ritiro dall'agonismo, nel luglio 2018 ha sposato l'ex medico sportivo Harry Leemann.

## Carriera
Mancando della potenza fisica di Monica Seles, Lindsay Davenport, Jennifer Capriati o Kim Clijsters, per non parlare delle sorelle Venus Williams e Serena Williams, Martina Hingis basò il suo gioco su brillanti geometrie e schemi, servendosi sia dei colpi da fondo campo, fluidi e precisi, sia di una notevole abilità nei colpi d'anticipo sotto rete. Questi aspetti tecnici la resero una giocatrice versatile e a tutto campo. Ancora giovanissima, all'età di 22 anni, vittima di continui infortuni alle anche e ai piedi e consapevole di non poter più competere con le migliori giocatrici, si ritirò all'inizio del 2003.
Dopo quattro anni di assenza, fece nuovamente ritorno alle competizioni nel 2006, anno in cui batté giocatrici del calibro di Venus Williams, Lindsay Davenport e Marija Šarapova, oltre ad aggiudicarsi alcuni tornei di prestigio. L'anno successivo, a causa di altri cronici infortuni, non riuscì più a giocare con regolarità e, dopo esser risultata positiva ad un test per la cocaina, si ritirò nuovamente dallo sport. Fu inoltre squalificata, come da prassi, per due anni dalla Federazione Internazionale.
Nel 2013 rientrò nel mondo del tennis concentrandosi solo nel doppio e nel doppio misto, conquistando ottimi risultati, trionfando nel 2015 a Wimbledon in entrambe le specialità.

### Successi nelle categorie giovanili
Allenata dalla madre, un'ex tennista che aveva lasciato la Cecoslovacchia per rifugiarsi in Svizzera e che le mette la racchetta in mano all'età di due anni, si impone a livello internazionale già da giovanissima. È la prima tennista a vincere due edizioni consecutive del Les Petits As nel 1991 e 1992. All'età di 12 anni diventa la più giovane vincitrice di uno Slam juniores conquistando il titolo in singolare al Roland Garros del 1993. Si conferma campionessa a Parigi l'anno successivo, quando vince il titolo di categoria anche a Wimbledon.

### 1994-2002: il periodo migliore
Nel 1994 avviene il suo debutto nel circuito del tennis professionistico al torneo di Zurigo. Nel 1995 gioca agli Australian Open il suo primo torneo del Grande Slam, disputando poi la sua prima finale in singolare al torneo di Amburgo, persa contro la spagnola Conchita Martínez. Nel 1996, giocando in coppia con la ceca Helena Suková nel doppio femminile, entra nella storia come la più giovane tennista a vincere un titolo a Wimbledon. Ottiene la prima semifinale di singolo in un torneo del Grande Slam agli US Open. Ad ottobre vince a Filderstadt il primo titolo in singolare, battendo la tedesca Anke Huber, ed entra per prima volta tra le prime dieci della classifica WTA. A fine anno, nel torneo WTA Tour Championships, gioca una finale memorabile contro la campionessa tedesca Steffi Graf, uscendo sconfitta solo al quinto set.
Nel 1997 disputa la sua migliore stagione in assoluto, vincendo 12 titoli sulle 13 finali giocate, mancando però la possibilità di ottenere il Grande Slam, perdendo l'unica finale dell'anno al Roland Garros contro la croata Iva Majoli, probabilmente per i postumi di una caduta da cavallo avvenuta qualche settimana prima, che le impedì tra l'altro di giocare alcuni tornei sulla terra in vista del torneo parigino.
Tra il 1998 e il 2001 si conferma sempre al vertice, vincendo altri titoli, sia in singolare che in doppio, sia nel Grande Slam, che negli altri tornei più importanti. Dopo la vittoria del 1997, si è ripetuta nel singolare dell'Open d'Australia nel 1998 e nel 1999.
Nel 2001 gioca la Hopman Cup, torneo riservato a squadre miste, partecipando insieme a Roger Federer per la Svizzera. La coppia si rivela vincente, perdendo solo 2 match lungo tutto il torneo, uno in singolare maschile da Federer e uno in doppio misto, e la coppia si aggiudica il trofeo.
Prima del ritorno, il 2002 fu la sua ultima stagione, ma a causa di problemi fisici, in particolare alle caviglie, ha dovuto rinunciare a molti tornei e per la prima volta esce dalle prime dieci posizioni della classifica. Nel corso del 2003 non scende in campo, annuncia il ritiro, e l'8 settembre è ufficialmente fuori dal ranking WTA.
Nei tornei del Grande Slam nel 1997 vinse, sia a Wimbledon che agli US Open, e nel 1997, 1998 e 1999, l'Australian Open. L'unico a non avere mai vinto è l'Open di Francia, dove è stata battuta in finale nel 1997 e 1999. Il 31 marzo 1997, è diventata, per la prima volta, nº 1 della classifica WTA, stabilendo il primato come più giovane della storia. In totale è stata n. 1 della classifica per 209 settimane tra il 1997 e il 2001. Nel 1998 vinse tutti i tornei di doppio del Grande Slam in coppia con due giocatrici diverse.

### 2003: il primo ritiro
Dopo essere stata la numero uno della classifica femminile e aver stabilito diversi primati di precocità, non ha più giocato dall'ottobre 2002 a causa di cronici infortuni ai piedi, e nel febbraio 2003 ha annunciato il ritiro dichiarando di non prevedere un ritorno alle competizioni in quanto non era motivata a sopportare un tale dolore solo per competere ad un livello inferiore.
A sorpresa il 31 gennaio 2005 fece ritorno sui campi da gioco nel torneo di Pattaya, in Thailandia, dove perse al primo turno contro la tedesca Marlene Weingärtner. Dopo la sconfitta dirà che si trattava di una semplice esibizione, senza che potesse dar seguito a un vero e proprio rientro nel circuito professionistico.

### 2006-2007: il ritorno

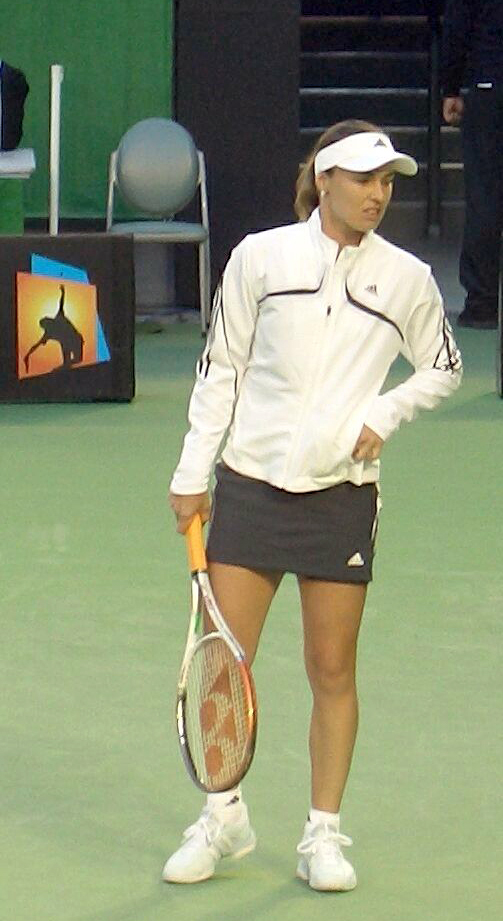
Martina agli Australian Open 2006

Tuttavia nel novembre 2005 tali affermazioni vengono smentite dal fatto che annuncia il suo rientro a tempo pieno al tennis, questa volta con l'intento di essere ancora competitiva, ma a partire dall'anno successivo. Infatti il 2 gennaio 2006 Martina ritorna alle competizioni ufficiali nel torneo australiano di Gold Coast.
Tornata a gareggiare nel torneo da lei più amato, gli Australian Open, dimostrò subito di essere tornata competitiva raggiungendo i quarti di finale, battuta solo da Kim Clijsters. Nel doppio misto, in coppia con l'indiano Mahesh Bhupathi, riesce addirittura a vincere il titolo, completando così tutte le vittorie all'Australian Open: singolare, doppio e misto.
Dopo la finale persa nel torneo di Tokyo contro la russa Elena Dement'eva, nel maggio 2006 torna a vincere un torneo di singolare agli Internazionali d'Italia di Roma battendo la russa Dinara Safina, otto anni dopo il successo del 1998 e a quattro anni dall'ultima vittoria nel torneo di Tokyo del 2002.
Nell'agosto 2006, a Montréal, disputa la terza finale dell'anno, venendo sconfitta dalla serba Ana Ivanović e rientrando tra le top ten della classifica. Successivamente vince un torneo minore a Calcutta e riesce, a sei anni dall'ultima partecipazione, a qualificarsi per il WTA Tour Championships 2006. Chiude la stagione al nº 7 della classifica. A fine stagione chiude con 2 titoli vinti e con diverse vittorie su giocatrici top ten: riesce infatti a battere Marija Šarapova in semifinale al Tier I di Tokyo, travolgendola con un incredibile 6-3 6-1, e sconfigge anche le altre russe Svetlana Kuzetsova, Elena Dement'eva e Dinara Safina, nonché le sue eterne rivali americane Lindsay Davenport e Venus Williams, quest'ultima sconfitta nelle semifinali al Tier I di Roma, dove rimonta un 6-0 iniziale per chiudere il match con il punteggio di 0-6 6-3 6-3.

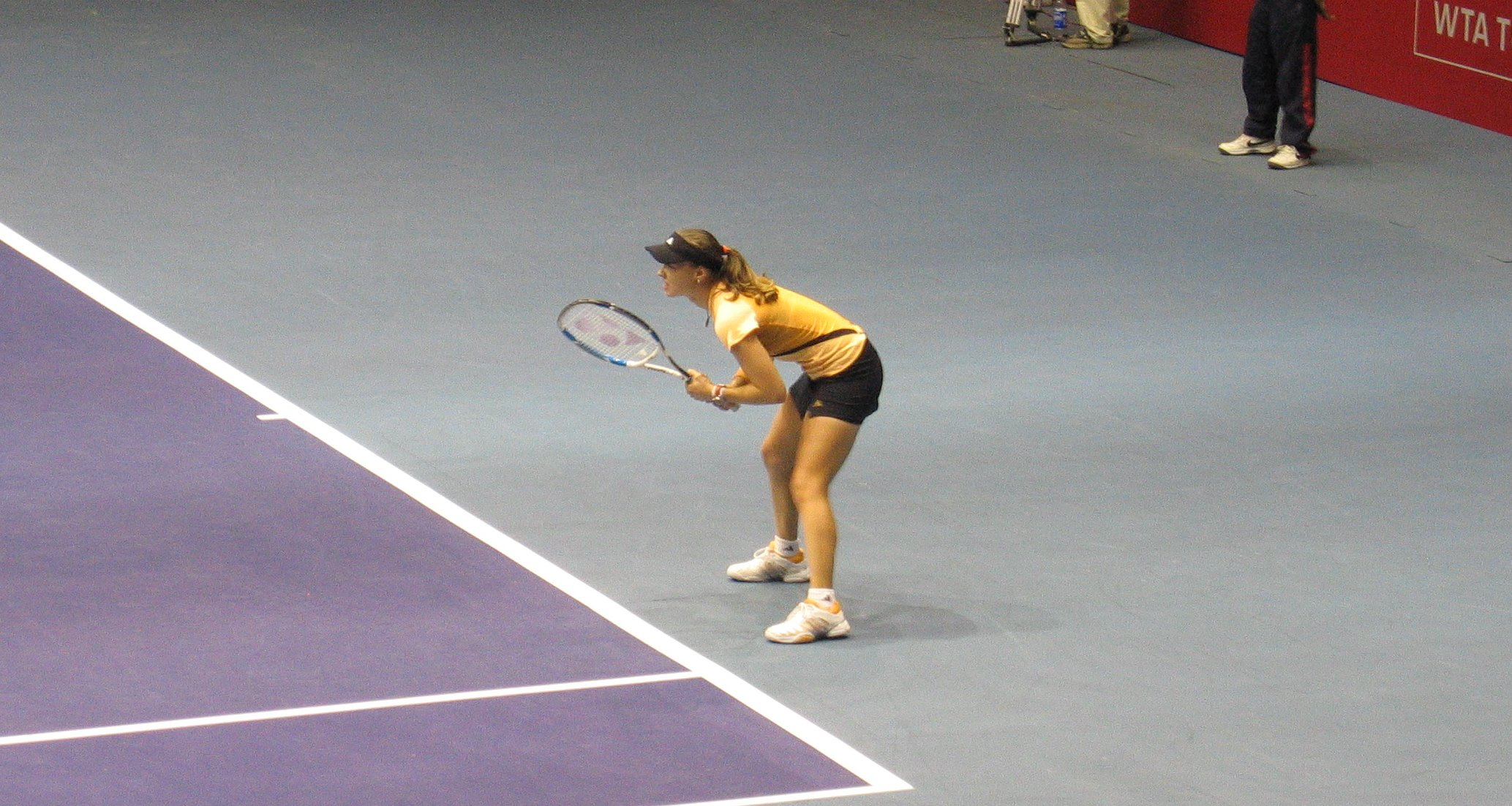
Martina vincitrice al torneo di Calcutta

Nella prima metà del 2007 è stabilmente tra le prime 10 giocatrici, e con il n. 6 ottiene la miglior classifica dal rientro. Conferma i quarti agli Australian Open. Quindi gioca per l'ottava volta la finale a Tokyo, ottenendo il 5º successo personale, il 43º in carriera e il 17º in un torneo Tier I, cioè quelli di valore inferiore solo agli Slam. Nella finale sconfigge con grande facilità Ana Ivanović. La serba riesce a tenerle testa fino alla fine del primo set, dopo di che la Hingis vince per 6-4; nel secondo non vi è storia: la Ivanović si ritrova senza soluzioni al gioco brillante e vario della Hingis che chiude con il punteggio finale di 6-4 6-2, stabilendo il record di vittorie nel prestigioso torneo giapponese.
Dopo 5 anni torna a vincere un torneo di doppio, a Doha, capitale del Qatar, ma successivamente un problema all'anca le pregiudica i risultati, per cui deve saltare sia il torneo di Roma che il Roland Garros, e, dopo 44 settimane, esce dalle top ten della classifica.
Rientra a Wimbledon, dove si ferma al terzo turno. Nei tornei sul cemento non ottiene buoni risultati, anche a causa degli ormai cronici problemi fisici.

### 2007: il secondo ritiro

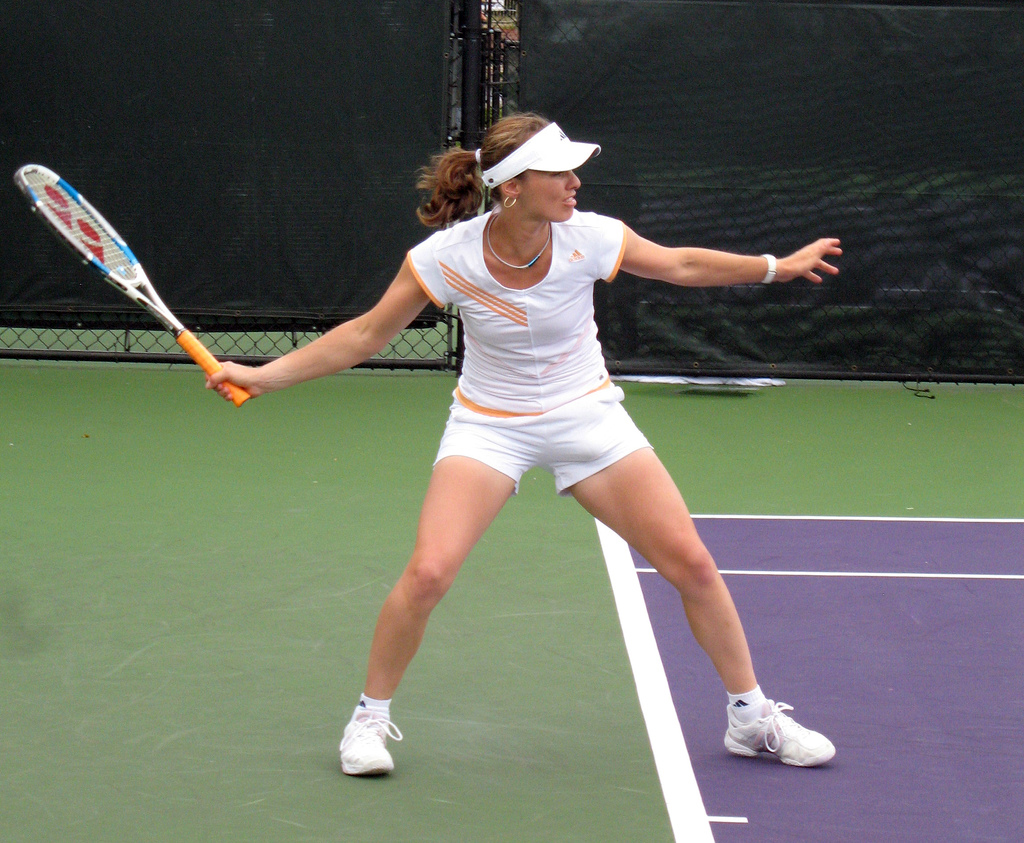
Martina Hingis nel 2007

Il 1º novembre 2007 annuncia il ritiro, il secondo, e questa volta pare definitivo, dopo essere risultata positiva alla cocaina al torneo di Wimbledon. La tennista svizzera nega però ogni responsabilità, affermando di non avere mai assunto volontariamente sostanze stupefacenti. Risulta però positiva nelle contro-analisi del test delle urine. Martina Hingis, attraverso il suo avvocato, ha comunque fatto sapere di essere risultata negativa al test fatto sui suoi bulbi capilliferi. Dichiara, infine, di non volere intraprendere una causa contro l'ITF per dimostrare la sua innocenza, in quanto i lunghi tempi burocratici, oltre che i persistenti acciacchi fisici, le avrebbero impedito comunque di rientrare in breve tempo.
Il 4 gennaio 2008 la Federazione Internazionale di Tennis, come da regolamento, la squalifica per due anni. Oltre che subire la cancellazione di tutti i risultati ottenuti dalla positività, quindi da Wimbledon 2007, la giocatrice elvetica va incontro anche alla perdita di tutti i punti conquistati nel ranking WTA e alla condanna alla restituzione di tutti i premi vinti nel medesimo periodo, per un totale di 129.481 dollari. La condanna di due anni scade ad ottobre del 2009, anche se la Hingis non annuncia in merito nessun progetto di ritorno.
L'ultima apparizione ufficiale risale al settembre 2007, al torneo di Pechino, in cui perse al secondo turno con la cinese Peng Shuai. Chiude la carriera al nº 19 della classifica WTA.
Alcune voci parlarono di un possibile ritorno di Martina Hingis per disputare il torneo di doppio misto alle Olimpiadi di Londra nel 2012, in coppia con Roger Federer, ma la federazione svizzera fece sapere che i due tennisti elvetici non avrebbero disputato il doppio misto in quanto sarebbe stato troppo dispendioso per Roger Federer, già impegnato nel torneo singolare e del doppio.

### 2013: il secondo rientro
Annuncia il suo rientro, inizialmente pianificato solo per il doppio femminile, a partire dal Southern California Open, torneo a cui partecipa in coppia con Daniela Hantuchová. Le due raggiungono i quarti di finale dove vengono sconfitte da Abigail Spears e Raquel Kops-Jones. Giocano poi alla Rogers Cup, dove vengono eliminate dalla coppia formata da Julia Görges e Barbora Záhlavová-Strýcová al secondo turno. Al Western & Southern Financial Group Masters & Women's Open perdono al secondo turno dalla coppia numero uno del mondo Sara Errani e Roberta Vinci. Al Pilot Pen Tennis escono di scena già al primo turno per mano di Cara Black e Vania King. Agli US Open, la coppia viene eliminata di nuovo al primo turno da Sara Errani e Roberta Vinci. Dopo questo torneo Martina Hingis cambia compagna, accoppiandosi con la tedesca Sabine Lisicki.

### 2014: rientro in top 30 nella classifica di doppio
Nel primo Slam stagionale, la nuova coppia si ferma già al primo turno, battuta dalla più quotata Ashleigh Barty-Casey Dellacqua. Ritorna alla vittoria di un torneo ufficiale a Miami nel marzo 2014, quando supera in finale e in tre set la coppia formata da Ekaterina Makarova ed Elena Vesnina.
Dopo questi risultati non eccellenti, la svizzera cambia momentaneamente partner per il torneo di Eastbourne, creando una coppia con Flavia Pennetta. Le due si fermano a questo torneo solamente in finale per mano di Hao-Ching Chan e Yung-Jan Chan. A Wimbledon, in coppia con Vera Zvonarëva, viene eliminata al primo turno da Black e Mirza. Dopo Wimbledon, confermerà la sua collaborazione con Flavia Pennetta fino alla fine della stagione. A Montréal, le due vengono eliminate solamente ai quarti di finale da Errani e Vinci, coppia numero due del mondo. A Cincinnati, invece, perdono già al primo turno contro Pavlyučenkova e Safarova. Agli US Open, le due raggiungono per la seconda volta insieme una finale, il primo Slam dal 2002, venendo però sconfitte da Ekaterina Makarova ed Elena Vesnina. A Tokyo, momentaneamente in coppia con Belinda Bencic, viene eliminata ai quarti di finale dalla coppia numero uno del seeding Black-Mirza. Nel torneo cinese di Wuhan vince il titolo di doppio, il primo assieme a Flavia Pennetta.. Al torneo successivo, quello di Pechino, vengono però eliminate al secondo turno. Pennetta-Hingis partecipano poi nel torneo di doppio a Tianjin come prime teste di serie; vengono però sconfitte ai quarti di finale, non riuscendo quindi a qualificarsi per il Masters di fine anno a Singapore. Le due si aggiudicano, alla fine della stagione, il torneo di Mosca.

### 2015: ritorno al numero 1 al mondo in doppio

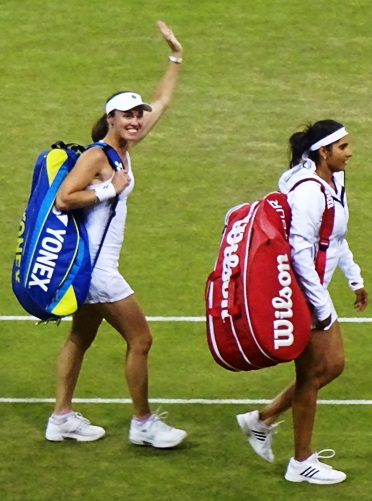
Martina Hingis con Sania Mirza a Wimbledon

Inizia il 2015 in coppia con la tedesca Sabine Lisicki, con la quale vince il torneo di Brisbane. Nei tornei seguenti torna a giocare con Flavia Pennetta, ma le due non riescono a ripetere i buoni risultati della stagione precedente, venendo eliminate ai quarti a Sydney, al terzo turno agli Australian Open, al secondo a Dubai, al primo a Doha. Dopo questo torneo, decide di giocare con l'indiana Sania Mirza, riuscendo a vincere i due Premier Mandatory di Indian Wells e Miami e scende in campo nello spareggio di Fed Cup tra Svizzera e Polonia. Ancora insieme a Sania Mirza, ottiene la quarta finale dell'anno, ma le due vengono battute agli Internazionali di Roma dalla coppia Babos Mladenovic. L'11 luglio 2015, sempre in coppia con Sania Mirza, vince a Wimbledon il torneo di doppio femminile, a 17 anni di distanza dal suo ultimo successo, battendo in finale la coppia russa Makarova Vesnina con il punteggio di 5-7, 7–6(4), 7-5. Il giorno successivo 12 luglio 2015 vince in coppia con Leander Paes (tennista indiano come Sania Mirza) anche il suo primo Wimbledon nel doppio misto, battendo in finale la coppia Peya/Babos con il punteggio di 6-1, 6-1.
Agli US Open si aggiudica, sempre in coppia con Paes, il titolo di doppio misto battendo 6-4, 3-6, 10-7 (match tie break) la coppia americana Mattek-Sands/Querrey, e, insieme a Sania Mirza, anche il torneo di doppio femminile. Dopo gli US Open, Martina Hingis trionfa, sempre in coppia con la tennista indiana, a Guangzhou, Wuhan e Pechino. Il 1º novembre vince il WTA Finals disputatosi a Singapore, sconfiggendo in finale la coppia spagnola formata da Carla Suárez Navarro e Garbiñe Muguruza. La stagione 2015 si conclude quindi con tredici tornei vinti: dieci in doppio femminile e tre in doppio misto.

### 2016: Career Grand Slam in doppio misto con la vittoria al Roland Garros
Il 2016 ricomincia come si era concluso il 2015, con la coppia Hingis-Mirza che si aggiudica il torneo di Brisbane, sconfiggendo in finale Angelique Kerber/Andrea Petković. Si ripetono anche a Sydney, dove si aggiudicano la finale contro la coppia Caroline Garcia/Kristina Mladenovic. Le due si aggiudicano infine anche l'Australian Open, battendo in finale le ex specialiste del doppio Andrea Sestini Hlaváčková e Lucie Hradecká. Martina Hingis partecipa anche alla Fed Cup, aggiudicandosi l'incontro di doppio in coppia con Belinda Bencic contro la coppia tedesca Grönefeld/Petković.
La serie di vittorie in doppio continua anche a San Pietroburgo, dove in coppia con Sania Mirza vince l'ennesimo torneo. L'imbattibilità termina la settimana successiva a Doha dopo 41 vittorie consecutive con la sconfitta ai quarti da Elena Vesnina e Daria Kasatkina. La coppia esce di scena al secondo turno nei successivi Premier Mandatory di Indian Wells e Miami. In coppia con Viktorija Golubic perde in due set il doppio decisivo contro la Repubblica Ceca in Fed Cup. Sia a Stoccarda che a Madrid, Hingis-Mirza perdono contro la coppia formata da Caroline Garcia e Kristina Mladenovic. Si rifanno vincendo gli Internazionali d'Italia battendo in finale la coppia Makarova/Vesnina.
La sconfitta subita al terzo turno del Roland Garros contro le ceche Barbora Krejčíková/Kateřina Siniaková pone fine alla loro striscia di 20 vittorie consecutive nei tornei dello Slam. Sempre al Roland Garros, la Hingis in coppia con Leander Paes si rifà nel torneo di doppio misto, vincendolo per la prima volta; il major di Parigi era l'unico che le mancava per completare il Grand Slam in carriera nel doppio misto. Dopo la prematura sconfitta a Eastbourne, Hingis e Mirza vengono eliminate ai quarti di Wimbledon dalla coppia Babos/Shvedova, che si impone con lo score di 6-2, 6-4.
Torna a giocare alle Olimpiadi ai Giochi di Rio, 20 anni dopo la sua ultima apparizione nell'edizione di Atlanta. Si presenta nel torneo di doppio in coppia con Timea Bacsinszky. Giungono piuttosto agevolmente in semifinale dove affrontano la coppia di tenniste ceche Hradecka/Hlavackova. Le svizzere perdono il primo set e devono fronteggiare un match point a sfavore sul 5-7 4-5 30-40. Vincono quel punto grazie a una voleè di Hingis che colpisce Andrea Hlavackova in pieno volto, costringendola a chiamare immediatamente un time out medico. Da lì in poi l'inerzia della partita si capovolge: il secondo set termina al tiebreak dove emerge tutta la classe di Hingis che guida la coppia alla conquista del parziale. Il terzo set è una formalità con le svizzere che si impongono per 6-2, garantendosi la prima medaglia olimpica della propria carriera. In finale si aggiudicano l'argento, battute in finale da Ekaterina Makarova ed Elena Vesnina. In coppia con CoCo Vandeweghe viene eliminata in semifinale degli US Open dalle teste di serie nº 1 Garcia e Mladenovic. Disputa le WTA Finals di doppio con Sania Mirza, con la quale gioca in coppia per l'ultima volta. Battono le sorelle Chan nei quarti e in semifinale vengono nuovamente sconfitte dal duo Makarova/Vesnina.

### 2017: tre Slam in doppio, ritorno al nº 1 e ritiro definitivo
All'inizio del 2017 torna a far coppia con la Vandeweghe e all'esordio stagionale all'Apia International Sydney vengono eliminate ai quarti dalle future vincitrici del torneo Tímea Babos e Anastasia Pavljučenkova. All'Australian Open si fermano al secondo turno, eliminate dalle padrone di casa Ashleigh Barty e Casey Dellacqua. La crisi di risultati la porta separarsi dall'americana e a fare una nuova coppia con la taiwanese Chan Yung-jan, a sua volta separatasi dalla sorella Chan Hao-ching. Sempre allo Slam di Melbourne, nel doppio misto in coppia con Leander Paes, perde invece nei quarti contro Samantha Stosur e Samuel Groth.
In preparazione per la sfida di Federation Cup contro la Francia, partecipa in coppia con la connazionale Belinda Bencic al torneo di San Pietroburgo, dove è campionessa uscente. Le svizzere perdono al primo turno in tre set contro Gabriela Dabrowski e Michaëlla Krajicek. Nel quarto di finale di Federation Cup gioca invece con la Bacsinszky e battono 6–4, 6–4 la coppia Amandine Hesse/Kristina Mladenovic, contribuendo al passaggio in semifinale della Svizzera che si impone 4-1.
In coppia con la Chan perde prima la semifinale del Qatar Open in tre set contro Olga Savchuk e Yaroslava Shvedova e poi il quarto di finale a Dubai in due set contro Andrea Hlaváčková e Peng Shuai. Vincono il loro primo titolo all'Open di Indian Wells battendo 6–4, 6–4 nei quarti Sania Mirza e Barbora Strýcová, le teste di serie nº 1 Mattek-Sands e Šafářová in semifinale per 7–6(7), 7-5 e in finale le ceche Lucie Hradecká e Kateřina Siniaková per 7–6(4), 6–2. Al successivo Miami Open, la coppia Mirza/Strýcová si prende la rivincita battendole 7–6(6), 1–6, [4–10] in semifinale.
In attesa della semifinale di Fed Cup, la Hingis fa coppia con la svizzera Bacsinszky nella prima edizione del torneo di casa Ladies Open Biel Bienne; arrivano in finale e la perdono in tre set contro Hsieh Su-wei/Monica Niculescu. Le due elvetiche si impongono nell'incontro di Fed Cup contro la coppia bielorussa, ma la squadra svizzera viene eliminata con il punteggio di 3-2 e vede sfumare la prima finale di Fed Cup della sua storia.
La Hingis e la Chan iniziano la stagione sulla terra rossa con le prestigiose vittorie nei tornei di Madrid e Roma, battendo nelle rispettive finali Babos/Hlaváčková per 6–4, 6–3 e Makarova/Vesnina per 7–5, 7–6(4); con la vittoria di Madrid, la Hingis raggiunge il 100º titolo WTA della carriera. Partono quindi come favorite al Roland Garros e con il loro dodicesimo incontro vinto consecutivo arrivano in semifinale, dove vengono battute 4-6, 2-6 dalla coppia Mattek-Sands/Šafářová che si aggiudicherà il titolo. La Hingis e Paes vengono invece sconfitti in tre set al primo turno nel torneo di doppio misto da Katarina Srebotnik e Raven Klaasen.
Vince quindi due nuovi titoli consecutivi in coppia con la taiwanese al Mallorca Open, dove approfittano dell'infortunio subito da Anastasija Sevastova in finale, e a Eastbourne, battendo 6-3, 7-5 nell'atto conclusivo la coppia Barty/Dellacqua. Non vanno oltre i quarti di finale a Wimbledon, battute da Anna-Lena Grönefeld e Kveta Peschke. Al doppio misto dello Slam londinese, la Hingis partecipa con Jamie Murray partendo con la testa di serie nº 1; si aggiudicano il torneo senza perdere alcun set e battendo in finale per 6-4, 6-4 i campioni uscenti Heather Watson e Henri Kontinen.
Con la Chan viene sconfitta nei quarti dalla coppia Grönefeld/Peschke anche nella Rogers Cup; le due si rifanno nel successivo Cincinnati Open, che vincono battendo in finale Hsieh e Niculescu per 4–6, 6–4, [10–7]. Agli US Open, la Hingis vince il titolo sia nel doppio misto che in quello femminile. Con Jamie Murray supera in finale Chan Hao-ching e Michael Venus con lo score di 6–1, 4–6, [10–8] e il giorno dopo vince il primo Slam con la Chan batte Hradecká e Siniaková per 6–3, 6–2. La striscia di vittorie con la Chan continua nel Wuhan Open e nel China Open, portando a 9 i titoli stagionali della coppia sino-svizzera. Battendo nella finale di Wuhan Shūko Aoyama e Yang Zhaoxuan, la Hingis torna al nº 1 della classifica WTA. Nel China Open a Pechino, Chan e Hingis superano in finale Babos e Hlaváčková per 6–1, 6–4.
Nell'ottobre del 2017 gioca l'ultimo torneo in carriera alle WTA Finals; in coppia con la Chan supera nei quarti Groenefeld/Peschke per 6-3, 6-2 e perde la semifinale contro la coppia Babos/Hlavackova con il punteggio di 6-4, 7–6(5) Alla fine del torneo annuncia il suo definitivo ritiro dall'agonismo, avvenuto quando è ancora la numero 1 nella classifica WTA di doppio. Al termine della stagione, Hingis e Chan vengono nominate campionesse mondiali ITF di doppio per il 2017.

## Statistiche

### Singolare

#### Grande Slam

##### Vinte (5)
| Anno | Torneo              | Avversario in finale | Punteggio     |
| 1997 | Australian Open     | Mary Pierce          | 6-2, 6-2      |
| 1997 | Wimbledon           | Jana Novotná         | 2-6, 6-3, 6-3 |
| 1997 | US Open             | Venus Williams       | 6-0, 6-4      |
| 1998 | Australian Open (2) | Conchita Martínez    | 6-3, 6-3      |
| 1999 | Australian Open (3) | Amélie Mauresmo      | 6-2, 6-3      |

##### Perse (7)
| Anno | Torneo              | Avversario in finale | Punteggio        |
| 1997 | Open di Francia     | Iva Majoli           | 4-6, 2-6         |
| 1998 | US Open             | Lindsay Davenport    | 3-6, 5-7         |
| 1999 | Open di Francia (2) | Steffi Graf          | 6-4, 5-7, 2-6    |
| 1999 | US Open (2)         | Serena Williams      | 3-6, 6(4)-7      |
| 2000 | Australian Open     | Lindsay Davenport    | 1-6, 5-7         |
| 2001 | Australian Open (2) | Jennifer Capriati    | 4-6, 3-6         |
| 2002 | Australian Open (3) | Jennifer Capriati    | 6-4, 6(7)-7, 2-6 |

### Doppio

#### Grande Slam

##### Vinte (13)
| Anno | Torneo              | Partner        | Avversarie in finale                       | Punteggio        |
| 1996 | Wimbledon           | Helena Suková  | Meredith McGrath Larisa Neiland            | 5-7, 7-5, 6-1    |
| 1997 | Australian Open     | Nataša Zvereva | Lindsay Davenport Lisa Raymond             | 6-2, 6-2         |
| 1998 | Australian Open (2) | Mirjana Lučić  | Lindsay Davenport Nataša Zvereva           | 6-4, 2-6, 6-3    |
| 1998 | Open di Francia     | Jana Novotná   | Lindsay Davenport Nataša Zvereva           | 6-1, 7-6(4)      |
| 1998 | Wimbledon (2)       | Jana Novotná   | Lindsay Davenport Nataša Zvereva           | 6-3, 3-6, 8-6    |
| 1998 | US Open             | Jana Novotná   | Lindsay Davenport Nataša Zvereva           | 6-3, 6-3         |
| 1999 | Australian Open (3) | Anna Kurnikova | Lindsay Davenport Nataša Zvereva           | 7-5, 6-3         |
| 2000 | Open di Francia (2) | Mary Pierce    | Virginia Ruano Pascual Paola Suárez        | 6-2, 6-4         |
| 2002 | Australian Open (4) | Anna Kurnikova | Daniela Hantuchová Arantxa Sánchez Vicario | 6-2, 6(4)-7, 6-1 |
| 2015 | Wimbledon (3)       | Sania Mirza    | Ekaterina Makarova Elena Vesnina           | 5-7, 7-6, 7-5    |
| 2015 | US Open (2)         | Sania Mirza    | Casey Dellacqua Jaroslava Švedova          | 6-3, 6-3         |
| 2016 | Australian Open (5) | Sania Mirza    | Andrea Hlaváčková Lucie Hradecká           | 7-6(1), 6-3      |
| 2017 | US Open (3)         | Chan Yung-jan  | Lucie Hradecká Kateřina Siniaková          | 6-3, 6-2         |

##### Perse (3)
| Anno | Torneo          | Partner         | Avversarie in finale             | Punteggio        |
| 1999 | Open di Francia | Anna Kurnikova  | Serena Williams Venus Williams   | 3-6, 7-6(2), 6-8 |
| 2000 | Australian Open | Mary Pierce     | Lisa Raymond Rennae Stubbs       | 4-6, 7-5, 4-6    |
| 2014 | US Open         | Flavia Pennetta | Elena Vesnina Ekaterina Makarova | 6-2, 3-6, 2-6    |

### Doppio misto

#### Grande Slam

##### Vinte (7)
| Anno | Torneo                  | Partner         | Avversarie in finale              | Punteggio        |
| 2006 | Australian Open         | Mahesh Bhupathi | Elena Lichovceva Daniel Nestor    | 6-3, 6-3         |
| 2015 | Australian Open (2)     | Leander Paes    | Kristina Mladenovic Daniel Nestor | 6-4, 6-3         |
| 2015 | Torneo di Wimbledon     | Leander Paes    | Alexander Peya Tímea Babos        | 6-1, 6-1         |
| 2015 | US Open                 | Leander Paes    | Sam Querrey Bethanie Mattek-Sands | 6-4, 3-6, [10-7] |
| 2016 | Open di Francia         | Leander Paes    | Sania Mirza Ivan Dodig            | 4-6, 6-4, [10-8] |
| 2017 | Torneo di Wimbledon (2) | Jamie Murray    | Henri Kontinen Heather Watson     | 6-4, 6-4         |
| 2017 | US Open (2)             | Jamie Murray    | Chan Hao-ching Michael Venus      | 6-1, 4-6, [10-8] |